# Choniostoma
Choniostoma är ett släkte av kräftdjur som beskrevs av Hansen 1886. Choniostoma ingår i familjen Nicothoidae.
Släktet innehåller bara arten Choniostoma rotundatum.